# Латини (італіки)

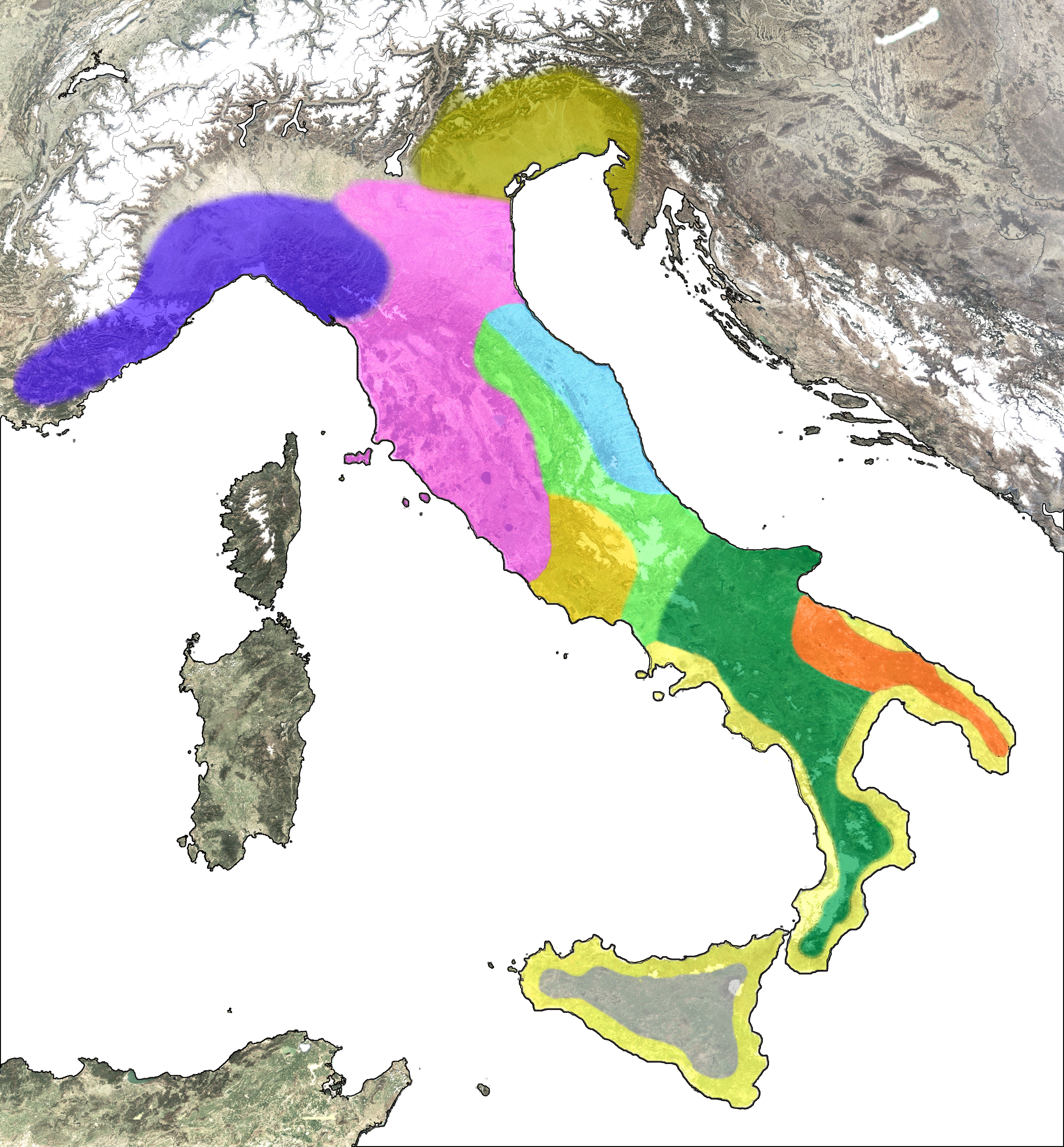
Етнічні групи народів на італійському півострові на початку залізної доби.
Лігури
Венеди
Етруски
Піцени
Умбри
Латини
Самніти
Мессапи
Греки

Лати́ни (лат. Latini) — народ італьської мовної групи індоєвропейської родини (італіки), мова яких (латинська) була найближчим родичем сабінської, умбрської й оскської мов. Латини стали основою формування римського народу. Історична область проживання — Лацій.